# Giovanni Antonelli
Giovanni Antonelli (Pistoia, 1 de outubro de 1818 — Florença, 14 de janeiro de 1872) foi um astrônomo e engenheiro italiano.
Sacerdote católico, Antonelli foi diretor do Observatório Ximenes de Florença, de 1851 até morrer em 1872.
Em 1858 instalou um para-raios projetado por ele e Filippo Cecchi na catedral de Florença. Novamente com o padre Cecchi, colaborou no projeto de um protótipo de motor de combustão interna com Eugenio Barsanti e Felice Matteucci. Padre Antonelli escreveu diversos tratados sobre variados temas de astronomia a matemática, hidráulica e outros. Também publicou um comentário sobre passagens astronômicas na Divina Comédia.

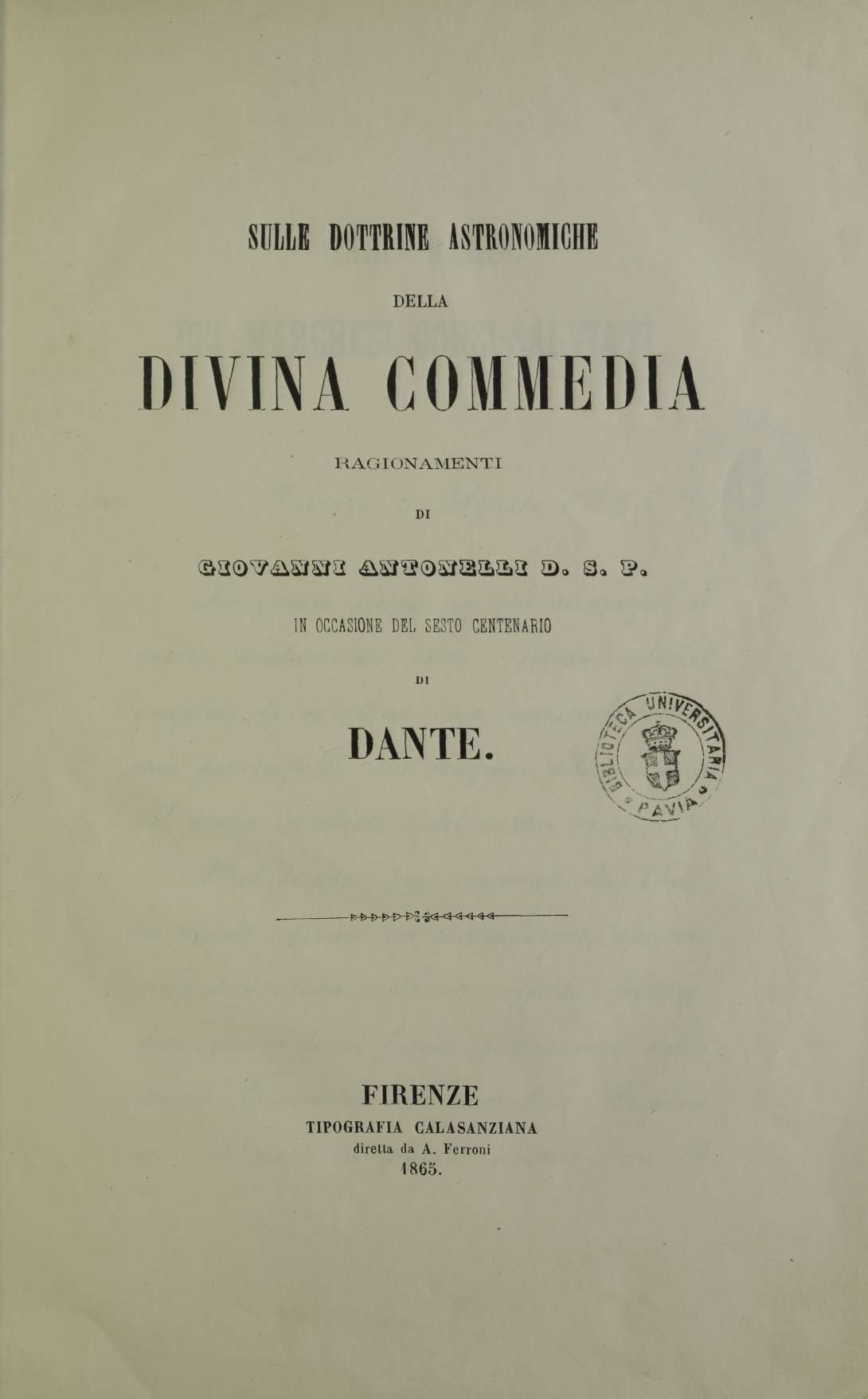
Sulle dottrine astronomiche della Divina Commedia, 1865